# Dausa
Dausa (Hindi दौसा) ist eine Stadt im indischen Bundesstaat Rajasthan.
Dausa ist Verwaltungszentrum des gleichnamigen Distrikts. Die Stadt liegt 55 km östlich von Jaipur. Die nationale Fernstraße NH 11 (Jaipur–Agra) verläuft durch Dausa.
Beim Zensus 2011 betrug die Einwohnerzahl 85.960.